# 趙匣剌
赵匣剌（？—1275年），元朝初年将领。
赵匣剌以父任為千户、佩金符。中统四年（1263年），守東川。南宋将领夏贵在虎啸山围攻宣抚使张廷瑞，他参与击退夏贵。又在都尉坝，击败宋将刘雄飞。至元三年（1266年）担任東川路先鋒使。又多次攻钓鱼山，进围重庆。至元十二年（1275年），前往泸州治病，在与泸州反元武装决战中，被俘，与随从二十人都被杀死。其子赵世顯，官至船橋副万户。